# تپه گورستان برجعلی بلاغی
تپه قبرستان برجعلی بلاغی مربوط به دوران‌های تاریخی پس از اسلام است و در شهرستان بوئین‌زهرا، بخش آوج، روستای اردلان واقع شده و این اثر در تاریخ ۲۵ خرداد ۱۳۸۱ با شمارهٔ ثبت ۵۷۸۲ به‌عنوان یکی از آثار ملی ایران به ثبت رسیده است.